# ケイ・スタマーズ
キャサリン "ケイ"・エスター・スタマーズ（Katharine "Kay" Esther Stammers, 1914年4月3日 - 2005年12月23日）は、イングランド・ハートフォードシャー州セント・オールバンズ出身の女子テニス選手。1939年のウィンブルドン選手権女子シングルス準優勝者。ダブルスでは1935年・1936年のウィンブルドン選手権女子ダブルス2連覇に加えて、1935年の全仏選手権女子ダブルス優勝もある。全米選手権でも1935年に混合ダブルス準優勝を記録した。現役時代は「映画スターのような容姿とスタイル」で高い人気を持っていた。左利きの選手で、流麗なスタイルのフォアハンド・ストロークを得意にした。

## 来歴
ケイ・スタマーズはセントアルバンズの自宅にあった芝生コートで、家族と一緒にテニスを学び、1931年に17歳でウィンブルドン選手権に出場し始めた。たちまち、スタマーズは「映画スターのような容姿とスタイル」でマスコミの人気者になり、多数の新聞から賞賛を集めるようになった。1934年の全米選手権で女子シングルスのベスト8に入った後、スタマーズは1935年の全仏選手権でマーガレット・スクリブン（1933年・1934年の同選手権女子シングルス優勝者）とペアを組み、決勝でヒルデ・スパーリング（ドイツ）＆イダ・アダモフ（フランス）組を 6-4, 6-0 で破って初優勝した。それから、1935年と1936年のウィンブルドン選手権女子ダブルスで、スタマーズはフレダ・ジェームズとペアを組んで2連覇を達成する。1935年の全米選手権では、スタマーズは混合ダブルスでロデリク・メンツェル（チェコスロバキア）とペアを組んだが、決勝でエンリケ・マイアー（スペイン）＆サラ・ポールフリー（アメリカ）組に 3-6, 6-3, 4-6 で敗れて準優勝になった。この頃には、スタマーズはマスメディアの寵児として、コートで着用した服装も新聞に詳細な描写が書かれるようになった。全盛期の彼女はアメリカのテニス・トーナメントに出場しながら、ハリウッドのスタジオ・オーディションを受け、若き日のジョン・F・ケネディとデートしたという逸話も残っている。
1939年のウィンブルドン選手権で、スタマーズはついに女子シングルス決勝進出を果たす。しかし、決勝ではアメリカのアリス・マーブルに 2-6, 0-6 で完敗し、シングルス初優勝はならなかった。（優勝したマーブルは、この年に女子シングルス・女子ダブルス・混合ダブルスの3冠を獲得する「ハットトリック」を達成した。）この年に第2次世界大戦が勃発し、ウィンブルドン選手権も1940年から1945年まで開催中止を余儀なくされる。終戦後のウィンブルドン選手権で、スタマーズは1946年と1947年に2年連続で女子シングルスのベスト8と、女子ダブルス準決勝に勝ち進んだ。
スタマーズはウィンブルドン選手権女子シングルスで準優勝した1939年に、マイケル・メンツィーズ（Michael Menzies）と結婚した。後に夫が投資銀行の「ヒル・サミュエル」社長に任じられたため、夫婦でアメリカ・ニューヨークへ引っ越したが、1975年にメンツィーズと離婚し、アメリカのテニス・サーキットで知り合ったトーマス・ブリット（Thomas Bullitt）と再婚した。ブリット夫妻はケンタッキー州ルイビルに住み、ケイ・ブリットは2005年12月23日にルイビルで91歳の生涯を終えた。彼女の墓はルイビル市内にある。

## 主な成績
- 全仏選手権　女子ダブルス：1勝（1935年）
- ウィンブルドン選手権　女子シングルス：準優勝1度（1939年）／女子ダブルス：2勝（1935年・1936年）
- 全米選手権　混合ダブルス：準優勝1度（1935年）／女子シングルス・ベスト4（1935年・1936年・1939年）